# 佃公園
佃公園（つくだこうえん）は、東京都中央区佃1丁目にある隅田川・佃川支川沿いの区立公園である。

## 概要
中央大橋の南側に位置する細長い公園である。中央大橋から北側は石川島公園であり、隅田川テラスで繋がっている。公園内には、大川端リバーシティ21の超高層マンションが立つ。また、公園内を佃川支川が流れる。
公園内には石川島灯台がある。これは復元されたものであり、1階は公衆便所である。
佃公園は、夜景の名所として知られる。この夜景は、大川端リバーシティ21などのマンションの灯や、石川島灯台・中央大橋・東京スカイツリーなどのライトアップによるものである。また、公園内には桜も多く植えられており、桜の名所としても知られる。佃公園は隅田川テラスを擁しており、ロケーション撮影等に使われる機会も多い。
佃堀周辺も佃公園の一部として設定されているが、この部分のみは、ジャリ公園と通称される。

## アクセス
- 都営地下鉄大江戸線・東京メトロ有楽町線月島駅から徒歩3分。
- JR京葉線八丁堀駅から徒歩9分。

## ギャラリー

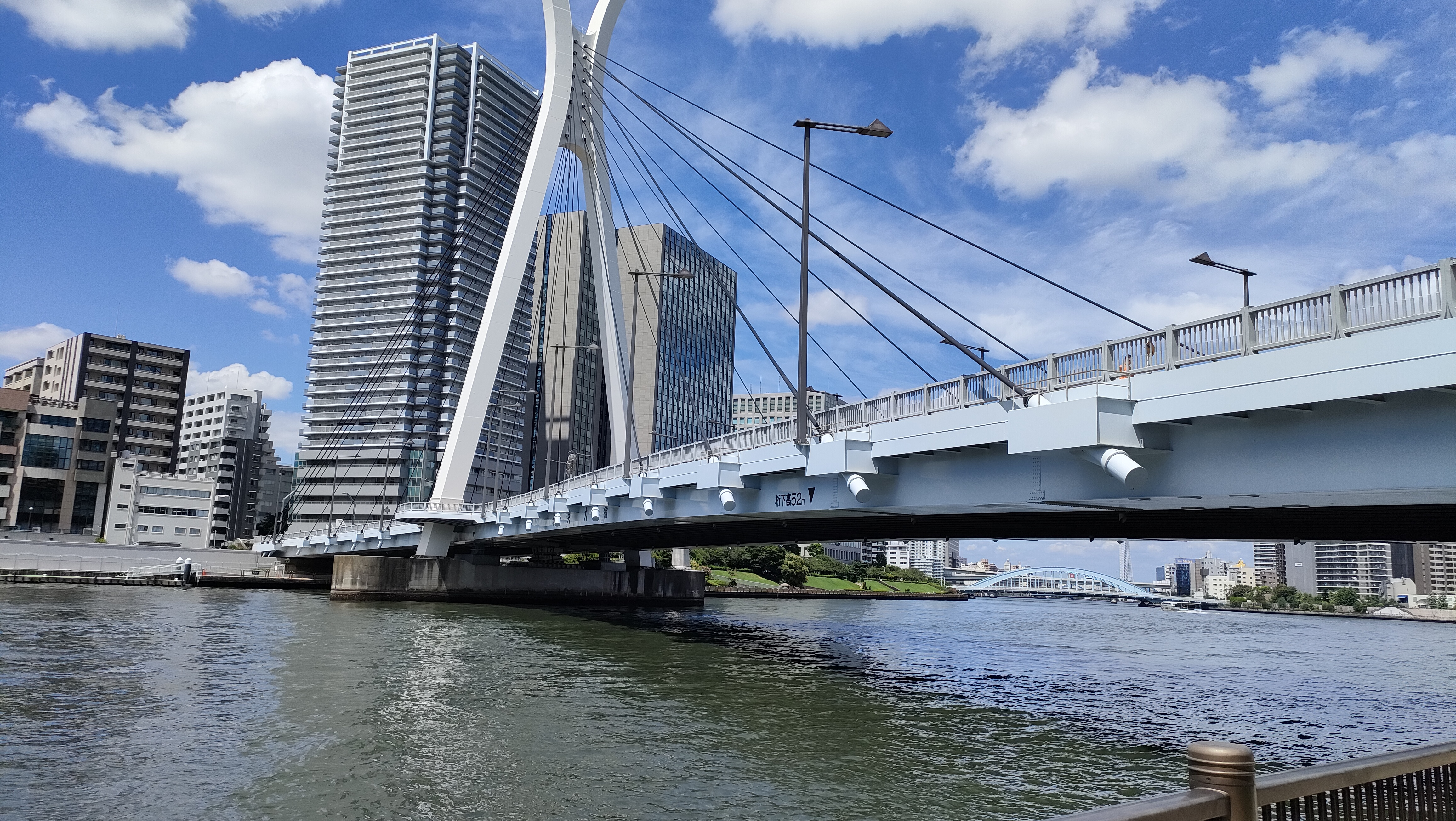
佃公園の中央大橋のふもとから新川方面
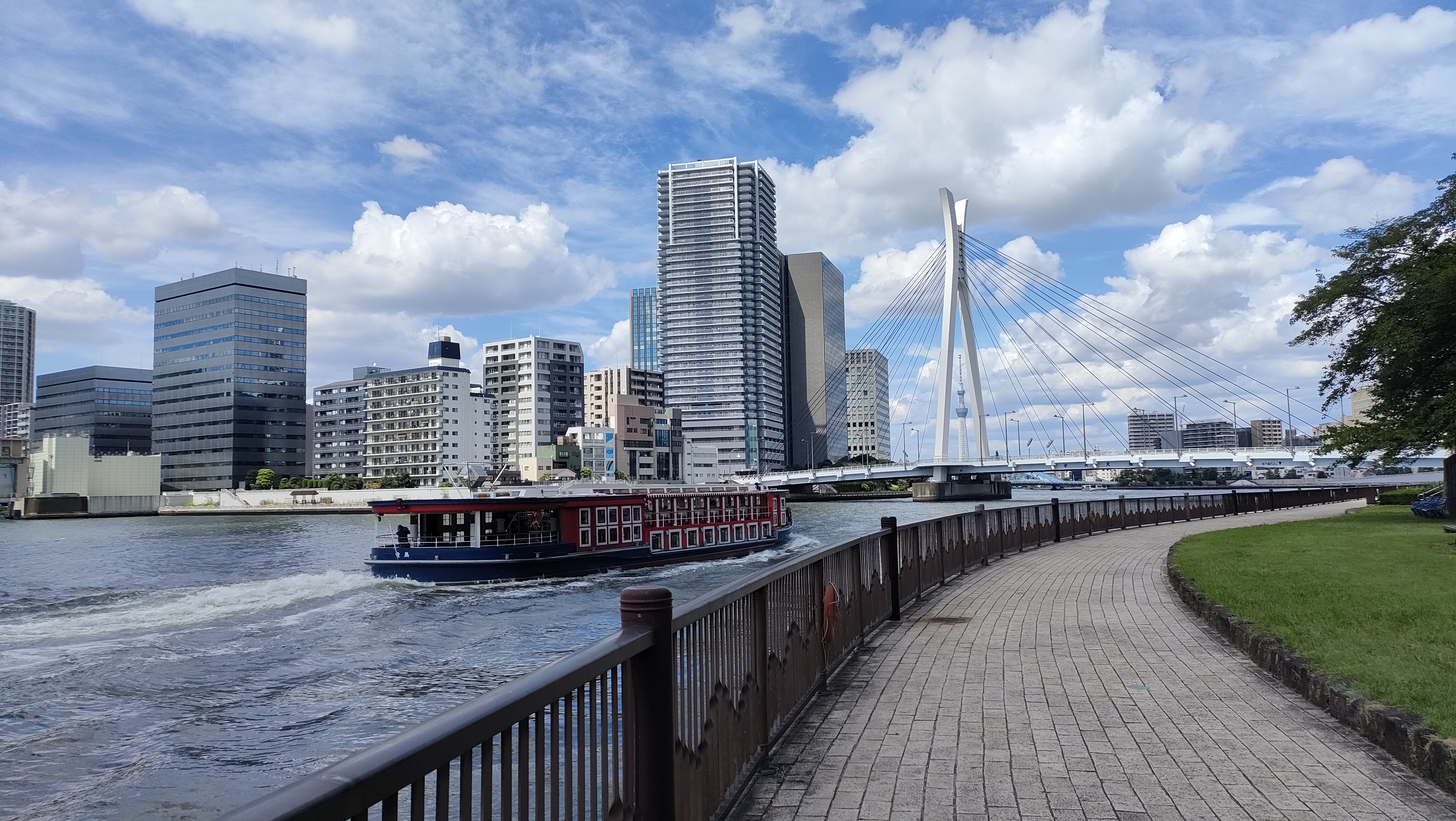
佃公園からスカイツリー方面
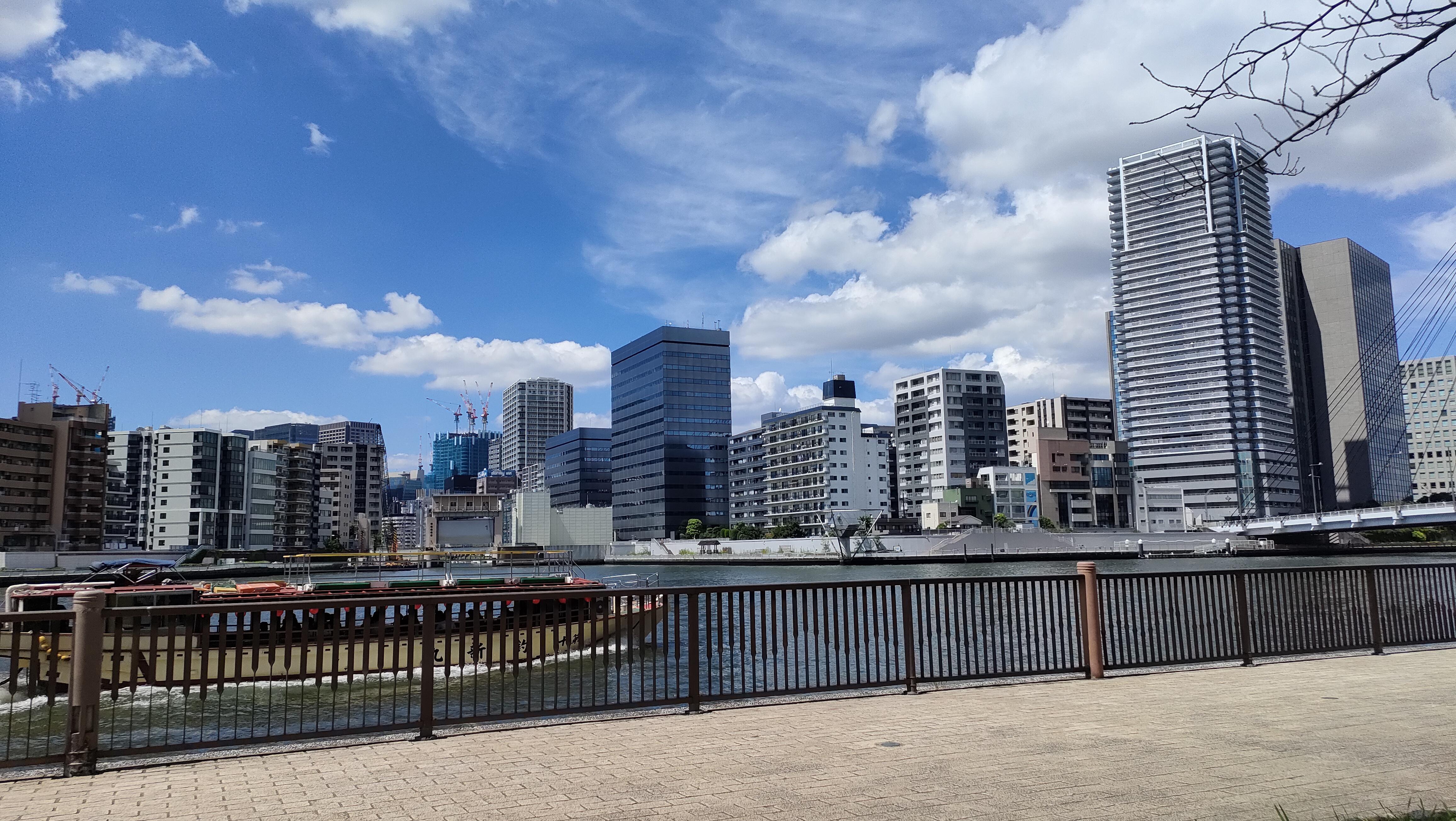
佃公園から亀島川水門と霊岸島水位観測所を望む

## 佃公園が登場する作品
映画
- 『3月のライオン』
  - 主人公の住む街の舞台となっている[2][3][4]。